# Гасымзаде, Гасым Хансувар оглы
Гасым Гасымзаде (азерб. Qasım Qasımzadə; 23 июня 1923, Ашагы-Ходжамусахлы, Губадлинский район — 28 июля 1993, Баку) — поэт, критик, литературовед, переводчик, член Союза писателей Азербайджана с 1950 года, лауреат Государственной премии Азербайджанской ССР (1984), доктор филологических наук (1985), член-корреспондент Национальной академии творчества Азербайджана (1991).

## Биография
Родился 23 июня 1923 года в селе Ходжамусахлы Губадлинского района. После окончания Шекинского педагогического техникума работал учителем средней школы в Кельбаджаре, методистом Евлахского районного отдела народного образования. Продолжил образование на филологическом факультете Азербайджанского государственного университета (1945—1950).
Одновременно был заведующим отделом литературы и искусства (1947—1949) в редакции газеты «Азербайджанская молодежь». Заведующий отделом критики в редакции газеты «Литература и Искусство», аспирант Института литературы имени Низами АН Азербайджана (1950—1953), заместитель главного научного сотрудника (1953—1954), главный научный сотрудник (1954—1959), главный редактор газеты «Литература и Искусство» (1957—1963). Вернулся в Литературный институт имени Низами АН Азербайджана, где до конца жизни работал старшим научным сотрудником (1963—1973) и заведующим отделом советской литературы (с 1973 года).
Литературную деятельность начал в 1940-х годах. Свое первое печатное стихотворение опубликовал в газете «Коммунист» в 1944 году. В периодической печати последовательно выступал со стихами, литературно-критическими и публицистическими статьями. Его стихи переведены на ряд иностранных языков.
Умер 28 июля 1993 года.

## Ссылка
- Qasım Qasımzadənin «Qartal gözü» şeiri (азерб.)